# Sven Dahlkvist
Sven Anders Peter „Dala“ Dahlkvist (* 30. května 1955, Mockfjärd, Švédsko) je bývalý švédský fotbalista a trenér, který hrával na pozici obránce. V roce 1984 získal ve Švédsku ocenění Guldbollen pro nejlepšího fotbalistu roku. Za švédskou fotbalovou reprezentaci nastoupil k 39 zápasům a vstřelil 4 góly. Po ukončení fotbalové kariéry trénoval v letech 1993–1999 klub Örebro SK, v němž strávil část svého fotbalového života, a krátce i tým Eskilstuna City.
Jeho dcera Lisa Dahlkvist hrála také fotbal (za tým Umeå IK a švédskou ženskou fotbalovou reprezentaci).

## Klubová kariéra
Ve Švédsku, kde strávil celou fotbalovou kariéru, získal jeden ligový titul v dresu AIK Stockholm a jedno prvenství ve švédském poháru Svenska Cupen. V AIK byl dlouhou dobu klíčovým hráčem. Poté hrál ještě v klubu Örebro SK.

## Reprezentační kariéra
Nastupoval i za švédskou fotbalovou reprezentaci. V A-týmu Švédska zažil debut 19. dubna 1979 v přátelském utkání s domácím Sovětským svazem (prohra Švédska 0:2). Celkem odehrál v letech 1979–1985 v seniorském národním týmu 39 zápasů, v nichž se čtyřikrát střelecky prosadil.